# 李壽 (東漢)
李壽（？—179年2月），酒泉郡禄福縣人，東漢人物。
李壽曾與同縣趙娥之父趙安結仇，將趙安殺死。因此受到趙安的三個兒子痛恨，計劃為趙安報仇，後來趙娥的三個弟弟因疫病逝世，李壽得意地呼籲其宗族來慶賀，還說：「趙家所有強壯的人都死了，唯一一位弱女子還存在，怎麼還不安心呢!」因此李壽對趙家防備漸漸鬆弛。
這番話居然被趙娥之子龐淯聽到，告訴趙娥，因此使趙娥的復仇心越深。李壽聽到趙娥要殺自己，就在大街上騎馬帶刀防備。因其性格向來兇惡，鄉人都很畏懼，但趙娥還是堅持不放下其復仇之心。
直到光和二年（179年）2月上旬的一天早上，碰到乘坐鹿車的趙娥，趙娥下車拉李壽的坐騎，大罵李壽。李壽驚慌得想回馬逃跑，娥亲自拿刀砍他，其馬也被砍傷而受驚，因此李壽在坐騎上不穩而跌下來。趙娥还繼續砍，趙娥的刀因砍中蘭樹而斷。當時李壽負傷未死，趙娥欲奪李壽的刀殺李壽，因此李壽護刀大呼亂跳。趙娥將其捉住，左手捉其額頭，右手捉其頸項，令李壽倒下。最終李壽的刀被趙娥所奪，且被梟首而亡。事後趙娥帶李壽的头颅自首。